# بهنام سراج
بهنام سراج (زاده ۲۹ خرداد ۱۳۵۰ در آبادان) بازیکن سابق و مربی فوتبال است.
او سابقه بازی در پرسپولیس، فولاد خوزستان، صنعت‌نفت آبادان، پیکان و مدتی برای تیم ملی فوتبال ایران را دارد.
بهنام سراج عضو تیم ملی ایران در جام جهانی ۱۹۹۸ فرانسه بود.
وی سابقه مربی‌گری در تیم‌های صنعت نفت آبادان، بعثت کرمانشاه و شهرداری بم را در کارنامه دارد.